# Pasi Jääskeläinen
Basilius "Pasi" Jääskeläinen, född 30 maj 1869 i Haapavesi, död 23 januari 1920 i Helsingfors, var en finländsk kuplettsångare, sångtextförfattare och skådespelare. Jääskeläinen var Finlands förste kuplettsångare och en av de första artisterna som gjorde skivinspelningar i Finland. 
Jääskeläinen började som klockare och slog igenom som vissångare vid sekelskiftet. Han blev snabbt en av Finlands främsta artister och turnerade med sin kantele runtom i landet. Han gjorde också två omfattande konsertresor till USA 1902 och 1907. Som skådespelare verkade han vid flera teatrar och författade ett antal egna pjäser. 1913 grundade Jääskeläinen en egen operettensemble, med vilken han gästspelade på diverse teatrar och biografer.

## Biografi

### Tidiga år
Jääskeläinen var son till August Jääskeläinen och Helena Aarontytär samt bror till distriktsveterinären Henrik Gabriel Jääskeläinen. Han gifte sig med Hilma Lyydia Syrjänen, och makarna fick fyra barn.
Fadern var klockare i Haapavesi församling och var privat en duktig violinist. Genom honom lärde sig Jääskeläinen i unga år att spela kantele, ett instrument han kom att utöva hela livet. 1879–1882 studerade han vid ett privat läroverk i Uleåborg och inledde därefter studier vid stadens lyceum. Han vantrivdes dock i skolbänken och lämnade lyceet efter två år. 1886 utexaminerades han från Uleåborgs klockareskola och arbetade i fem år som klockare tillsammans med fadern i Haapavesi. Som ung var Jääskeläinen av rastlös natur och kom att fram till sekelskiftet arbeta inom en rad yrken; bland annat sjöman, metallarbetare, timmerflottare och predikant.
Enligt källmaterial, från 1882 till 1885, arbetade Jääskeläinen till sjöss, vilket ytterligare visar på hans mångsidiga arbetsliv innan han blev en etablerad artist.

### Vissångaren

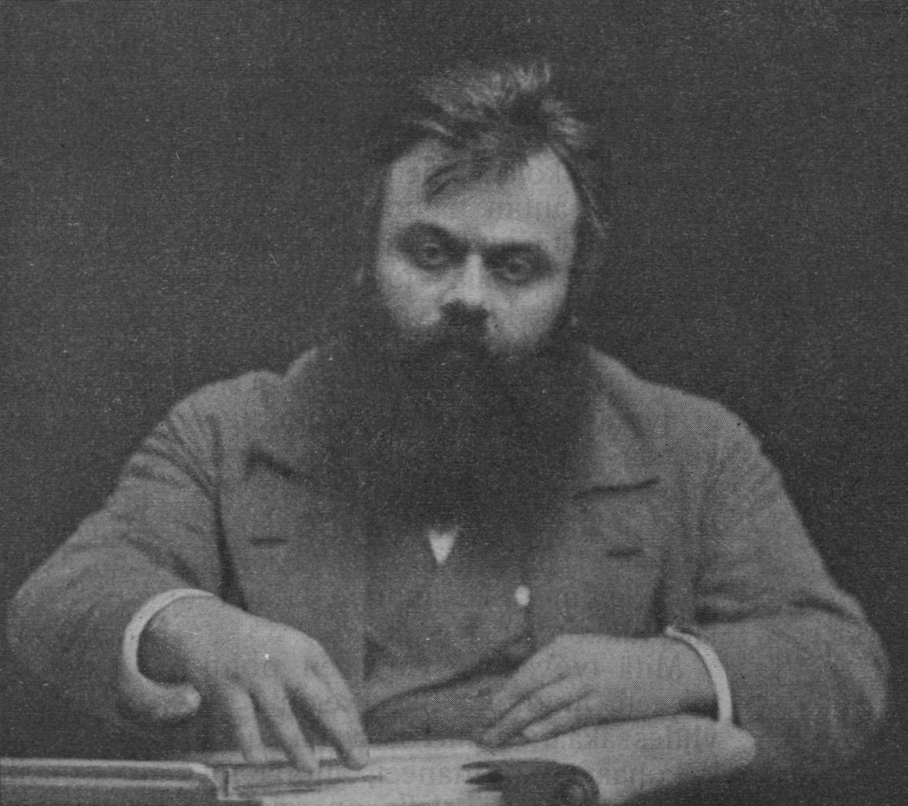
Pasi Jääskeläinen spelandes kantele, cirka 1903.

På slutet av 1880-talet återträdde Jääskeläinen på konstnärsbanan och blev elev till operasångaren Abraham Ojanperä i Helsingfors. Studierna var utmanande för Jääskeläinen och Ojanperä höll på att förlora hoppet om sin elev; en gång hade han sagt honom, att om Jääskeläinen kunde avlägga 20 000 mark och tio år på utbildningen skulle han kunna bli en duglig sångare. Han gav dock sin debutkonsert i Helsingfors i början av följande sekel. 1906 reste han till Rom för att studera sång hos professor Sparapan.
Från första konserten gjorde Jääskeläinen sig känd som vissångare. De första åren var han klädd i frack och sjöng till pianoackompanjemang, men utvecklade snart den scenstil som kom att bli signifikant för honom; klädd i enkla kläder och spelandes på sin kantele turnerade han Finland runt och ådrog stora åhörarskaror. Han var en av landets främsta kantelespelare och kallades därför "Väinämöinens brorson". 1902 och 1907 gjorde han konsertresor till USA och uppträdde bland finska nybyggare. 1909 gjorde han en längre turné i Skandinavien och uppträdde bland annat i Köpenhamn.
På eget bevåg grundade Jääskeläinen en kanteleverkstad i Haapavesi och han var med att där uppföra en folkhögskola och ett ungdomsförbund. Vid folkhögskolan kom han 1916–1917 att verka som sånglärare.
År 1908 publicerades "28 laulua Pasi Jääskeläisen ohjelmasta sovitetut kolmelle miesäänelle ja sooloina pianon- sekä kanteleen säestyksellä", en musiksamling som visar på hans aktivitet och inflytande i musikkulturen. Denna publicering skedde i Fitchburg, Massachusetts, och ökar förståelsen för hans internationella karriär.
1904–1906 gjorde Jääskeläinen sina första grammofoninspelningar i Helsingfors och tillhörde därmed de första finländska artisterna, som gjorde inspelningar i Finland. Han återkom med nya skivor 1908–1911 och gjorde sammanlagt 64 insjungningar. Till flera inspelningar ackompanjerade han på kantele, men en del andra gjordes tillsammans med Oskar Merikanto och Hjalmar Nordling.

### Skådespelaren
Skådespelarkarriären tog fart när Jääskeläinen år 1890 anslöt sig till Finlands Landsbygdsteater, där han var kollega till bland andra Aino Haverinen. Därefter var han verksam vid Finska teatern (senare Nationalteatern), Ida Aahlbergs teater, August Aspegrens turnerande teater och vid Nya teatern (senare Svenska teatern), där han var verksam fram till 1899. Till hans mest uppskattade roller hör Mikael i Korpeissa, kaplanen i Papin perheessä och Jaakko i Saimaan rannalla. Han författade även ett antal operetter och musikpjäser, däribland Miljoona-arpa, Tirison kosinta och Toppakahvia. Mest populär var dock sjömanspjäsen Laivan kannella, till vilken Emil Kauppi komponerade musiken. Denna pjäs var en tvåaktare, och boken publicerades i Helsingfors 1915 som en del av Näytelmäkirjasto-serien.
1912 grundade Jääskeläinen en turnerande operettensemble, kallad Suomalainen operetti. I den ingick bland andra Arno Niska, Aino Haverinen, Aapo Similä och Martti Nisonen. På våren 1913 gästade operetten Apolloteatern, där den framförde Emil Kauppis och Santeri Rissanens pjäs Kosijat. Jääskeläinen överlät sedermera ledarskapet över operetten åt Haverinen, som i sin tur efterträddes av Arno Niska.

### Död och eftermäle
Den 22 januari 1920 avreste Jääskeläinen från ett besök hos sin son till Helsingfors. Dagen därpå avled han av ett slaganfall. Den 30 maj 1925 avtäcktes en 1,85 meter hög staty på Jääskeläinens gravgård. Avtäckningen skedde under ceremoniella förhållanden med körsång, kantelemusik, orkesterstycken och tal. På monumentet är följande text inristad:
|                                                                                            |                                                                                       |
| Finska                                                                                     | Svenska                                                                               |
| Taiteilija Pasi Jääskeläinen x30.5.1869 kuollut 23.1.1920 Pystytti Haapaveden nuorisoseura | Artisten Pasi Jääskeläinen x30.5.1869 död 23.1.1920 Rest av Haapavesis ungdomsförbund |

## Skivinspelningar

### November 1904
- Satu
- Vielä niitä honkia...
- Tammerkosken sillalla
- Merimieslaulu
- Kekrinä
- Lypsäjän laulu
- Joen takana
- Kun minä laulaan lähden
- Suomalainen runosävelmä
- Tääll' yksinäni laulelen

### September 1905
- Remma ja remma
- Lukkari ja kukko
- Varpusen olut
- Kultani
- Oman kullan silmät
- Ja sun hoppati rallallei
- Heikki se lähti Heinolasta naimaan
- Murrejuttu
- Häälaulu/Paljo olen maata kulkenut
- Olin minä nuori poika
- Varpusen olut

### 1906
- Minä olen Matti maailmassa
- Minä lähden Ameriikkaan
- Kun tätä Suomenmaata...
- Enkä minä ryyppää
- Stiipeli staapeli stom pom pom
- Meripoikatte veis
- Kun minä laulaan lähden
- Hei henttuni
- Rannalla itkijä
- Taivas on sininen ja valkoinen

### 1908
- Tämän kylän tytöt
- Tule ystäväni rantahan
- Hei illalla
- Nuku nurmen alla
- Ompa mulla kaunis kulta

### Augusti 1909
- Kahden vaiheilla
- Tammerkosken sillalla
- Varpunen
- Humalaisen kotiintulo
- Piirilaulu
- Merimieslaulu
- Paimenpojan laulu
- Renk' Willen naiminen
- Tuulen henki
- Suomalainen runosävelmä
- Kahden vaiheilla

### September 1910
- Rauma prankori marss'
- Kyllä minä tiedän
- Paree oliki'
- Tukkipoikia tulossa
- Poika ja tyttö
- Kasarmilaulu
- Laivakokin rallatus

### 15 september 1911
- Priki Efrosiina 1–2
- Jenny
- Aittalaulu
- Voi niitä aikoja...
- Vanha juomalaulu
- Kotimaani, mukaelma
- Heilani kammari